# Салмозеро
Салмозеро — пресноводное озеро на территории Кубовского сельского поселения Пудожского района Республики Карелии.

## Общие сведения
Площадь озера — 2,4 км², площадь водосборного бассейна — 270 км². Располагается на высоте 93,0 метров над уровнем моря.
Форма озера продолговатая: оно более чем на два километра вытянуто с северо-запада на юго-восток. Берега каменисто-песчаные, преимущественно возвышенные.
Из залива на западной стороне озера берёт начало река Пизьма, приток реки Водлы, впадающей в Онежское озеро.
С востока в Салмозеро впадает река Корба, несущая воды Пелусозера, Корбозера и Сяргозера и реки Верхней Корбы. С юго-востока в Салмозеро впадает ручей Святой, вытекающий из озера Святого.
Острова на озере отсутствуют. Рыба: щука, плотва, окунь, ёрш.
На северо-западном и юго-восточном берегах Салмозера располагаются две нежилые деревни, соответственно, Еремеевская и Кузнецовская. Через них проходит лесная дорога.
Код объекта в государственном водном реестре — 01040100411102000019427.